# 孔药楠
孔药楠（学名：Sinopora hongkongensis）一种分布于中国香港大帽山的乔木，发现时被归入油果樟属（Syndiclis），称为香港油果樟 （Syndiclis hongkongensis）。2008年有学者研究发现本种的花基数为3，明显与花基数为2的油果樟属不同，而与肉药樟属（Hexapora）相似，但本种花药最初内向呈管状，有两个彼此靠近的花药室，顶部有微小的孔，退化雄蕊与雄蕊一样大，但不在雄蕊上方产生。故以此为模式种创建一新属－孔药楠属（Sinopora）。属于中国国家二级重点保护野生植物。

## 形态特征
孔药楠高可达16米，胸径约90厘米。小枝红棕色。叶柄纤细，叶片椭圆形，革质，正面深绿色，背面淡绿色有白霜，羽状脉、中脉和侧脉带褐色。花黄绿色，花蕾球形。果黄棕色，直径达4厘米；果皮木质，约2毫米厚；果梗约2厘米，在果实下面变厚。